# Radian Aerospace
Radian Aerospace — американська аерокосмічна компанія, розташована в Сіетлі, штат Вашингтон. Компанія розробляє концепцію горизонтального зльоту/посадки, одноступеневого виведення на орбіту і повністю багаторазового орбітального літака під назвою Radian One.

## Історія
Компанія Radian заснована у 2016 році. У січні 2022 року компанія закрила початковий раунд на суму 27,5 мільйонів доларів, який очолив фонд венчурного капіталу Fine Structure Ventures.
У вересні 2024 року компанія Radian Aerospace завершила наземні випробування свого маломасштабного прототипу літального апарата під назвою PFV01 в Абу-Дабі та почала льотні випробування.

## Radian One
У квітні 2024 року компанія Radian оприлюднила свій останній дизайн космічного літака Radian One. Літак призначений для перевезення до п'яти членів екіпажу на низьку навколоземну орбіту, з корисним вантажом до 2 т для літака, що піднімається вгору, і 4 т для спуску на Землю. Літак із дельтоподібним крилом запускатимуть із рампи з ракетним двигуном. Розробники стверджують, що він зможе приземлитися на будь-які трьохкілометровій злітно-посадковій смузі і знову розпочати політ через 48 годин.